# اوئیدین
اوئیدین شهری در شهرستان کومبیسیری در استان بازگا در بورکینافاسوی مرکزی است و جمعیت آن ۱۳۳۱ نفر است.